# Sticherus orthocladus
Sticherus orthocladus är en ormbunkeart som först beskrevs av Christ, och fick sitt nu gällande namn av Chrysler. Sticherus orthocladus ingår i släktet Sticherus och familjen Gleicheniaceae. Inga underarter finns listade.